# Аеро A.18
Аеро A.18 (чеш. Aero A.18) је ловачки авион направљен у Чехословачкој. Авион је први пут полетео 1923. године.

Постојало је неколико верзија овог авиона под ознакама А, Б и Ц, које су се разликовале углавном по уграђеном мотору и распону крила.
Највећа брзина у хоризонталном лету је износила 229 km/h. Размах крила је био 7,60 метара а дужина 5,90 метара. Маса празног авиона је износила 637 килограма а нормална полетна маса 826 килограма. Био је наоружан са 2 предња митраљеза калибра 7,7 милиметара Викерс.

## Пројектовање и развој
Марта месеца 1923. вршено је тестирање три прототипа авиона ловца А.18, А.19 и А.20. након тестирања проглашен је победник, био је то А.18 кога су пројектовали Антонин Власак и Антонин Хусник. Министарство одбране Чешке републике поручило је 20 авиона овог типа.

## Наоружање
Авион је био наоружан са два фиксна синхронизована митраљеза Викерс калибра 7,7 mm који су се налазили изнад мотора, а пуцала су кроз обртно поље елисе.
| Наоружање авиона: Аеро A.18    |            |
| Ватрено (стрељачко) наоружање  |            |
| Топ                            |            |
| Митраљез                       |            |
| Број и ознака митраљеза        | 2 х Викерс |
| Калибар                        | 7,7        |
| Бомбардерско наоружање (бомбе) |            |
| Ракетно наоружање (ракете)     |            |

## Верзије
- Аеро А.18 - основни модел са мотором  Walter W-III (BMW IIIa) снаге 136 kW, и размахом крила 7,6 m.
- Аеро А.18b - модел са мотором  Walter W-IV (BMW IV) снаге 176 kW, и размахом крила 5,7 m.
- Аеро А.18c - модел са мотором Walter W-300 снге 176 Kw, и размахом крила 5,7 m.

## Оперативно коришћење
Овим авионом су оборени следећи Чехословачки национални висински рекорди. 21. марта 1925. године, пилот фабрике Аеро, Јозеф Новак, достигао је висину од 8.651 m, да би га 14. маја оборио са новом вредношћу од 9.140 m на истом авиону али са мотором Валтер W-IV.

## Земље које су користиле авион
- Чехословачка

## Галерија
- Авион Аеро A-18C у Музеју ваздухопловства Кбели у Прагу, Чешка.
- Авион Аеро A-18C.